# 요르단-시리아 국경 충돌
요르단-시리아 국경 충돌은 시리아 내전 과정에서 요르단과 시리아 정부군, 그리고 요르단 정부와 ISIL 간에 발생한 일련의 무력 충돌을 의미한다. 이러한 충돌은 2012년 8월 10일부터 시작되어, 2017년 8월 22일 칼라문 공세가 끝날 무렵까지 지속되었다.
레이시온 측은 요르단-시리아 국경 지대에 고급 방호 체계를 제공해왔었으며. 이 보안체계를 통해 요르단 국경순찰부대는 국경 침투 사건들을 쉽게 발견해 처리할 수 있었다. 이러한 체계는 무장 단체가 요르단 영토에 진입하기 전 그들의 움직임을 감지하게 만들었고, 군은 침입자들에게 경고를 하며, 경고를 무시할 경우 교전 수칙에 따라 공격을 가할 수 있었다. 요르단은 시리아 내전 시작 기간부터 마약 밀매를 비롯한 여러 침투 시도가 있었다고 주장했으며, 모든 침투 시도는 실패했다고 발표했다.